# Унгаев, Авко
Авко Унгаев (чечен. Имам Хӏовк, также известен как Имам Гаука) — военный и религиозный деятель, имам Чечни. Один из крупных деятелей восстания 1825 года.

## Биография
Чеченец из тайпа Чартой. При поддержке Бейбулата Таймиева в 1824 году провозгласил себя имамом Чечни и принял участие в крупном восстании чеченцев 1825 года.
Весной 1830 года чеченские вожди Бейбулат, Ших-Абдулла, Ахверди-Магома, Астемир и другие, признали имама Дагестана — Гази-Мухаммада — имамом Чечни. 4 апреля в Чечне состоялся съезд, на котором Авко зачитал послания Гази-Мухаммеда. 4 мая Авко с отрядом в 400 человек отправился в Гимры для соединения с Имамом. 29 мая они потерпели поражение у крепости Бурная.
В конце 1830 года Авко вместе с бывшим соратником Бейбулата Таймиева Астемиром совершил несколько нападений на Кавказскую линию.
Авко активно включился в борьбу. При поддержке Бейбулата он обновляет оборонительные позиции чеченцев, в том числе и ров в Ханкальском ущелье, вырытый ещё в 1735 году, впоследствии его так и назвали: Хӏовкин ор (ров Гауки).
Однако вскоре во время карательной экспедиции царских войск Имам Авко попал в плен и по дороге в крепость Грозная был отравлен.